# Tropicália 2
Tropicália 2 é um disco de Caetano Veloso e Gilberto Gil lançado em agosto de 1993 pela gravadora Philips. Ele celebrou os 25 anos de lançamento do disco Tropicalia ou Panis et Circencis. Emprega sons de música eletrônica, rap e axé music em canções de gêneros musicais do Brasil como a bossa nova.

## Faixas
1. Haiti (Caetano Veloso - Gilberto Gil)
2. Cinema Novo (Caetano Veloso - Gilberto Gil)
3. Nossa Gente (Roque Carvalho)
4. Rap Popcreto (Caetano Veloso)
5. Wait Until Tomorrow (Jimi Hendrix)
6. Tradição (Gilberto Gil)
7. As Coisas (Arnaldo Antunes - Gilberto Gil)
8. Aboio (Caetano Veloso)
9. Dada (Caetano Veloso - Gilberto Gil)
10. Cada Macaco no Seu Galho (Chô Chuá) (Riachão)
11. Baião Atemporal (Gilberto Gil)
12. Desde que o samba é samba (Caetano Veloso)

Observação: há diferenças entre o original de 1993 e o relançamento feito em 2004. Assim, a relação acima segue a ordem do lançamento original.

## Crítica aos motoristas brasileiros
Na música Haiti, que abre o álbum, Caetano faz uma crítica ao hábito dos brasileiros de não respeitar o semáforo. Diz a música: 
| “ | E se, ao furar o sinal, o velho sinal vermelho habitual... | ” |

Por conta dessa crítica, Caetano foi convidado em 1994 a participar da série de televisão educativa Educação para o Trânsito. Além disso, também por conta dessa crítica, os dispositivos automáticos que fotografam os veículos que ultrapassam os sinais vermelhos foram apelidados de "caetano" no Brasil.

## Homenagem ao cinema novo
Entre as faixas, "Cinema Novo" é um samba que exalta o movimento do cinema novo.

## Edições
- 1993 	CD 	Polygram/Philips
- 1994 	CS 	Elektra/Nonesuch 	79339
- 1994 	CD 	Elektra/Nonesuch 	79339
- 2004 	CD 	Universal International 	518178